# 야마다니시마치역
야마다니시마치역(일본어: 山田西町駅)은 일본 고치현 가미시에 있는 시코쿠 여객철도 도산 선의 역이다. 역 번호는 D 38이며, 단선 승강장 1면 1선과 스위치 백 구조를 지닌 지상역이다.

## 역사
- 1952년 1월 27일 : 개업.
- 1987년 4월 1일 : 민영화에 따라, 시코쿠 여객철도로 이관.

## 인접 정차역
| 시코쿠 여객철도 도산 선     | 시코쿠 여객철도 도산 선 | 시코쿠 여객철도 도산 선     |
| --------------------------- | ----------------------- | --------------------------- |
| D 37 도사야마다 다도쓰 방면 | 도산 선                 | 도사나가오카 D 39 고치 방면 |